# Ruby Hirose

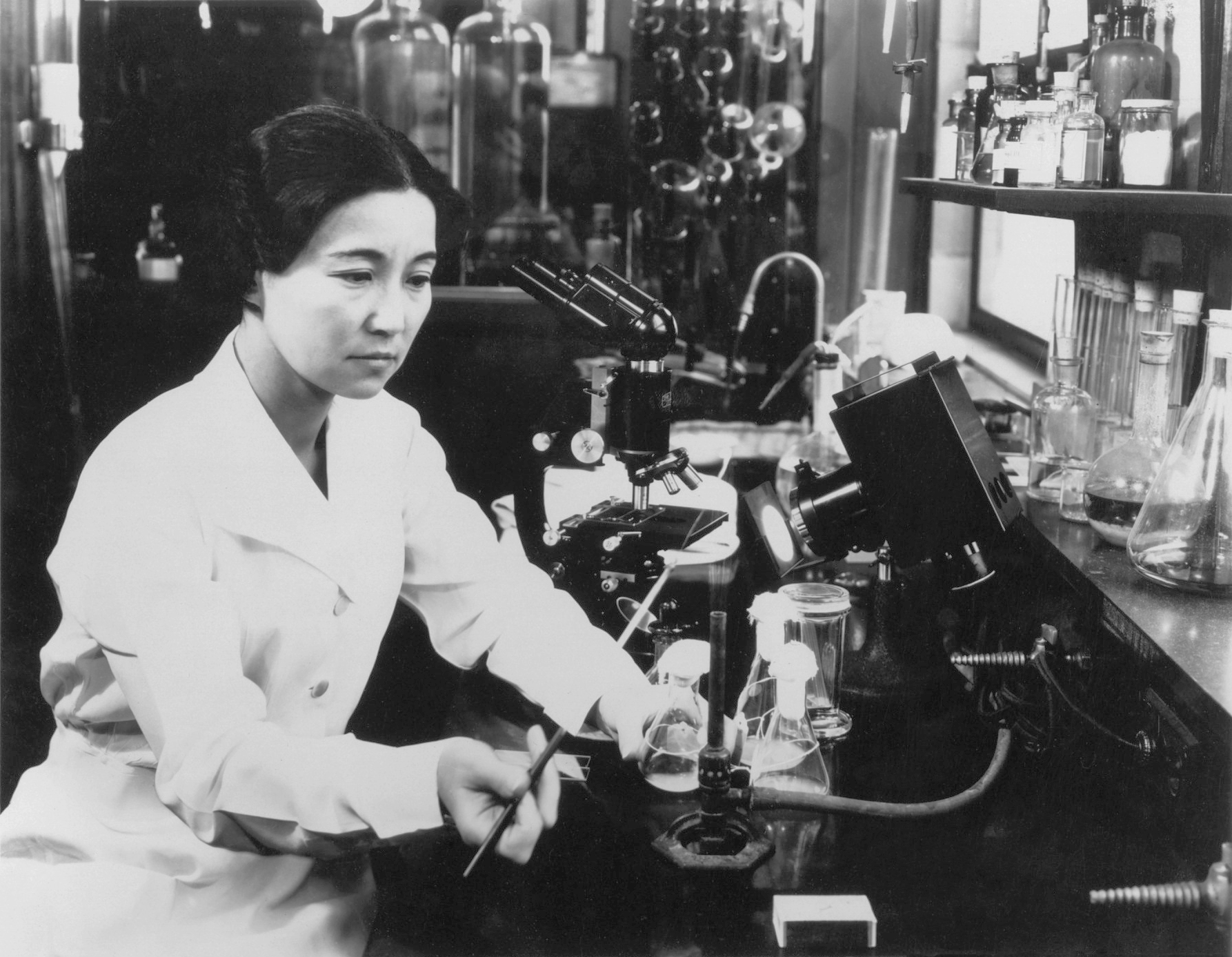
Ruby Hirose in den William S. Merrell Laboratories

 Ruby Hirose (* 30. August 1904 in Kent (Washington), USA; † 7. Oktober 1960 in West Reading, Pennsylvania, USA) war eine US-amerikanische Biochemikerin und Bakteriologin. 1940 gehörte Hirose zu den zehn Frauen, die von der American Chemical Society für ihre Leistungen in der Chemie ausgezeichnet wurden. Sie erforschte Seren und Antitoxine in den William S. Merrell Laboratories und leistete Beiträge zur Entwicklung von Impfstoffen gegen Kinderlähmung.

## Leben und Werk
Hirose wurde 1904 geboren, kurz nachdem ihre Eltern aus Japan in das White River Valley in der Nähe von Seattle gezogen waren. Sie war das zweite von sieben Kindern von Shiusaka und Tome Hirose. Ihre Familie wurde aufgrund des Naturalization Act of 1870 diskriminiert, der die Staatsbürgerschaft nur auf Afroamerikaner ausdehnte und Asiaten als „Ausländer, die keinen Anspruch auf die Staatsbürgerschaft haben“ galten. Hirose war die erste japanische Amerikanerin (Nisei), die 1922 die Auburn High School in Auburn abschloss. An der University of Washington erwarb sie 1926 ihren Bachelor-Abschluss in Pharmazie und 1928 ihren Master-Abschluss in Pharmakologie. An der University of Washington untersuchte Hirose die medizinischen Eigenschaften von Hydrastis canadensis, einer von Meriwether Lewis und William Clark gesammelten Pflanze. Hiroses Studie A Pharmaceutical Study of Hydrastis Canadensis  wurde 1930 im Journal of the American Pharmaceutical Association  veröffentlicht.
Anschließend erhielt sie das Moos Fellowship in Internal Medicine und promovierte 1932 in Biochemie an der University of Cincinnati mit der Dissertation: „Nature of Thrombin and Its Art of Action“. Ein auf ihrer Arbeit basierender Artikel wurde 1934 im American Journal of Physiology mit dem Titel The Second Phase of Thrombin Action: Fibrin Resolution veröffentlicht.

## Forschung
1938 wurde Hirose in der Forschungsabteilung des Pharmaunternehmens William S. Merrell Company eingestellt und begann mit der Forschung zu Seren und Antitoxinen. Während des Zweiten Weltkriegs forschte Hirose bei dem William S. Merrell Laboratories in Ohio und konnte damit der Zwangsinternierung japanischer Amerikaner von 1942 bis 1945 entgehen. Im Februar 1942, zwei Monate nach dem Angriff auf Pearl Harbor, ordnete Präsident Franklin D. Roosevelt die Umsiedlung von Menschen japanischer Abstammung an, die an der Westküste lebten, darunter Hiroses Vater, Bruder und Schwester.
Hiroses Forschung trug zur Entwicklung eines wirksamen Impfstoffs gegen Polio bei. In den 1940er und 1950er Jahren war Polio eine weltweite Epidemie, die 57.879 Menschen infizierte, und 3145 tötete und einige Opfer dauerhaft lähmte. Ihre Forschung zur Blutgerinnung und zu Thrombin ergab, dass Thrombin zwei Formen hatte, wovon eine inaktiv war, bis sie durch Kalziumionen aktiviert wurde. Sie untersuchte auch Allergien und entdeckte, dass die allergische Reaktion durch die Freisetzung von Histaminen verursacht wird. Ihre Forschung zu Krebs mithilfe von Antimetaboliten war vielversprechend, wobei sie entdeckte, dass einige Antimetaboliten das Wachstum von Krebszellen stoppten, während andere die DNA-Replikation stoppten.
1940 veranstaltete die American Chemical Society eine Zeremonie, an der 300 Mitglieder teilnahmen, von denen nur zehn Frauen waren, und Hirose wurde für ihre bemerkenswerten Leistungen auf dem Gebiet der Biochemie ausgezeichnet.
1958 zog Hirose nach Lebanon (Pennsylvania), wo sie als Bakteriologin am Lebanon Veterans Administration Hospital arbeitete und Mikrobiologie an der University of Pennsylvania lehrte.
Ruby Hirose starb 1960 im Alter von 56 Jahren an akuter myeloischer Leukämie.

## Veröffentlichungen (Auswahl)
- The Second Phase of Thrombin Action: Fibrin Resolution. American Journal of Physiology 107 (3), 1934,  S. 693–697. [doi:10.1152/ajplegacy.1934.107.3.693].